# Sálio (mitologia)
Sálio (em latim: Salius), na mitologia greco-romana, era um jovem acarnânio que, em uma tradição alternativa, foi o fundador lendário do sacerdócio romano dos sálios. Marco Terêncio Varrão alegou que Sálio teria chego à península Itálica com Evandro, o rei acarnânio a quem várias instituições religiosas romanas foram atribuídas. O nome latino Sálio é equivalente a Hálio (em grego: Ἅλιος; romaniz.: Halios), o dançarino fenício na Odisseia que perdeu sua competição atlética. Plutarco afirma que um Sálio da Samotrácia ou Mantineia era reputado por ser o fundador lendário dos sacerdotes sálios, mas que o nome da sodalidade foi, de fato, originário do pular (salire em latim) da dança armada deles.
No livro 5 da Eneida, Sálio, que vivia em Segesta, competiu nos jogos fúnebres presididos por Anquises. Sálio está entre os competidores na corrida, junto com Niso e Euríalo. Quando o primeiro colocado Niso caiu, Sálio pode tomar dianteira, mas foi deliberadamente preso por Niso para assegurar a vitória para o amigo dele Euríalo. Sálio expressou sua indignação pela violação e recebeu uma rica pele de leão como prêmio de consolação; o episódio é relatado em tom cômico, particularmente na tradução de John Dryden. Sálio permaneceu entre os companheiro de Eneias no Lácio e no livro 10 da Eneida sabe-se que teria sido morto por Nealces na guerra contra a população local.